# Nunatak Romero
Nunatak Romero är en nunatak i Antarktis. Den ligger i Västantarktis. Argentina, Chile och Storbritannien gör anspråk på området. Toppen på Nunatak Romero är 334 meter över havet, eller 44 meter över den omgivande terrängen. Bredden vid basen är 1,3 km.
Terrängen runt Nunatak Romero är kuperad norrut, men söderut är den platt. Trakten är obefolkad. Det finns inga samhällen i närheten.